# 錦祥
錦祥（？年—？年），成都駐防鑲黃旗滿洲人，道光二十七年繙譯進士。

## 生平
- 道光二十四年甲辰恩科，中式繙譯舉人[1]
- 道光二十七年丁未科（1847年），中式繙譯進士，以主事用[2]，授主事[3]。